# Droga wojewódzka 321
Die Droga wojewódzka 321 ist eine Woiwodschaftsstraße in den polnischen Woiwodschaften Lebus und Niederschlesien. Die Straße beginnt in Przyborów (Tschiefer) in der Gemeinde Nowa Sól (Neusalz an der Oder) und verläuft über Siedlisko (Carolath) nach Grodziec Mały (Klein Gräditz), wo sie sich mit der Droga wojewódzka 319 trifft. In ihrem Verlauf kreuzt sich die Straße zudem mit der Droga wojewódzka 325. Die DW 321 hat eine Gesamtlänge von 35 Kilometern.